# Франсоа Бегодо
Франсоа Бегодо (фр. François Bégaudeau; Лизон, 27. април 1971) је савремени француски књижевник, музичар, глумац и филмски критичар.

## Биографија
Рођен је у Лисону 27. априла 1971. Девесетих је био члан утицајног панк бенда Zabriskie Point. Након што је дипломирао француски језик и књижевност, предавао је у средњој школи у Дреу и у центру Париза. Први роман Само игра (Jouer juste) објавио је 2003. Роман Дијагонално (Dans la diagonale) и фикционални приказ живота Мика Џегера Демократа, Мик Џегер 1960-1969 (Un démocrate : Mick Jagger 1960-1969) изашли су 2005.
Најпознатији је по свом трећем роману Између зидова (Entre les murs) из 2006. Књига је настала на основу Бегодоовог професорског искуства. По роману је снимљен истоимени филм у режији Лорана Кантеа. Бегодо је сарађивао при писању сценарија и глумио главну улогу. Филм је награђен Златном палмом на Канском фестивалу 2008. и био номинован за оскара у категорији најбољи филм ван енглеског говорног подручја.
Бегодо такође пише филмску критику и колумне. Филмски је критичар у францусуком издању часописа Плејбој и редовни сарадник часописа Иклулт (Inculte), Трансфиж (Transfuge) и Со фут (So Foot).